# Petr Vrabec
Petr Vrabec (* 5. Juni 1962 in Mladá Boleslav) ist ein ehemaliger tschechischer Fußballspieler und -trainer.

## Laufbahn

### Als Spieler
Petr Vrabec begann mit dem Fußballspielen in der Jugend von FK Mladá Boleslav. 1981 rückte er in den Kader der ersten Mannschaft auf. 1983 folgte der Wechsel zum Ligakonkurrenten VTJ Tábor. Zwischen 1985 und 1993 bestritt Vrabec für Sparta Prag 168 Spiele und erzielte dabei 21 Tore. Während seiner Zeit bei Sparta gewann er sechsmal die Tschechoslowakische Meisterschaft. Im Europapokal der Landesmeister 1991/92 erzielte er Vrabec 3 Tore, eines davon im Camp Nou gegen den FC Barcelona. Nach der Auflösung der Tschechoslowakischen Fußballliga zog es ihn nach Deutschland zu den Stuttgarter Kickers. Für die Kickers absolvierte er 32 Spiele, ehe er in der Folgesaison in sein Heimatland zurückkehrte. Nach einer Saison beim FK Viktoria Žižkov folgten mit dem FK Česká Lípa, dem FK Chmel Blšany, dem FK Dobrovice sowie dem SK Horní Měcholupy weitere Stationen in Tschechien.
Für die Tschechoslowakische U21-Nationalmannschaft bestritt Vrabec 6 Länderspiele. Für die A-Nationalmannschaft lief Vrabec 1993 dreimal auf und erzielte beim WM-Qualifikationsspiel gegen Rumänien sein einziges Tor.

### Als Trainer
Bereits während seiner Spielerkarriere wurde Vrabec Co-Trainer des FK Mladá Boleslav. Es folgte ein 16-monatiges Engagement als Co-Trainer von Karel Jarolím beim 1. FC Synot. Im April 2005 übernahm das Trainerduo dann bis Ende der Saison 2006/07 Slavia Prag. Fortan war Vrabec Trainer des FK Čáslav, der B Mannschaft vom FK Mladá Boleslav und des SK Hořovicko. 2018 wurde Vrabec Co-Trainer des FK Ústí nad Labem. Von Juni bis Juli 2020 übernahm er interimsweise das Traineramt des Vereins.